# 藍寅倫
藍寅倫（1990年5月7日—），臺灣棒球選手，守備位置為外野手，效力於中華職棒台鋼雄鷹，前效力於Lamigo/樂天桃猿。

## 生平
受到其大學恩師陳威成影響，在球場上以拚命為著稱，但也因此大小傷痛不斷，一般認為其易受傷體質乃於2013年底中華職棒選秀會中落到第七輪第23順位的原因之一。他第一位自高苑工商畢業的新人王。
選秀後以190萬簽約金，加上100萬激勵獎金的條件加盟。首個職業球季表現讓人驚豔，也獲得當年度新人王以及最佳十人獎寶座，然而也因為易受傷體質，於隔年球季經常缺陣，即便回到賽場上，也必須與王柏融、陽耀勳等新進外野手分享上場機會。2016年開幕戰面對中信兄弟，於延長10局上為接張正偉飛球右膝撞上全壘打牆受傷，造成場內全壘打，之後在二軍調整時又因衝本壘拚過頭再度受傷，該年一軍僅打一打席就報銷。歷經長時間的復健，最終於2017年4月26日對戰統一7-ELEVEn獅時復出。該場五打數兩安打，包含一發全壘打、三分打點的表現，最終以獲得該場MVP宣告回歸。
其應援曲改編自葛利格皮爾金第一組曲中「山魔王的大廳」(In The Hall of the Mountain King)，加油動作以運動量大為著稱。
2023年8月10日，樂天桃猿宣布以王溢正、翁瑋均、藍寅倫與王柏融的優先議約權與台鋼雄鷹交易狀元林子偉。

## 經歷
- 高雄縣岡山鎮岡山國小少棒隊
- 高雄縣橋頭國中青少棒隊
- 高雄市私立高苑高級工商職業學校青棒隊
- 高苑科技大學棒球隊
- 中華職棒La New二軍借將（2009年、2010年）
- 台中威達成棒隊（2012年7月－10月、2013年9月－12月）
- 國訓中心棒球隊（2012年10月－2013年8月）
- 中華職棒Lamigo桃猿（2013年12月6日－2019年12月16日）
- 中華職棒樂天桃猿（2019年12月17日－2023年8月10日）
- 中華職棒台鋼雄鷹（2023年8月15日－）

## 職棒生涯成績
| 年度 | 球隊       | 出賽 | 打數 | 安打 | 全壘打 | 打點 | 盜壘 | 三振 | 四死 | 壘打數 | 雙殺打 | 打擊率 | 上壘率 | 長打率 | OPS   |
| ---- | ---------- | ---- | ---- | ---- | ------ | ---- | ---- | ---- | ---- | ------ | ------ | ------ | ------ | ------ | ----- |
| 2014 | Lamigo桃猿 | 88   | 277  | 94   | 4      | 39   | 20   | 42   | 17   | 128    | 6      | 0.339  | 0.377  | 0.462  | 0.839 |
| 2015 | Lamigo桃猿 | 56   | 157  | 51   | 2      | 19   | 5    | 23   | 8    | 68     | 1      | 0.325  | 0.359  | 0.433  | 0.792 |
| 2016 | Lamigo桃猿 | 1    | 0    | 0    | 0      | 0    | 0    | 0    | 1    | 0      | 0      | 0.000  | 1.000  | 0.000  | 1.000 |
| 2017 | Lamigo桃猿 | 76   | 271  | 87   | 14     | 51   | 5    | 46   | 25   | 147    | 4      | 0.321  | 0.385  | 0.542  | 0.927 |
| 2018 | Lamigo桃猿 | 107  | 436  | 146  | 15     | 64   | 6    | 66   | 20   | 213    | 7      | 0.335  | 0.367  | 0.489  | 0.856 |
| 2019 | Lamigo桃猿 | 113  | 443  | 141  | 10     | 65   | 7    | 59   | 25   | 198    | 6      | 0.318  | 0.369  | 0.447  | 0.816 |
| 2020 | 樂天桃猿   | 88   | 316  | 98   | 6      | 35   | 5    | 60   | 30   | 114    | 5      | 0.310  | 0.377  | 0.456  | 0.833 |
| 2021 | 樂天桃猿   | 21   | 56   | 13   | 1      | 7    | 1    | 12   | 3    | 18     | 2      | 0.232  | 0.279  | 0.321  | 0.600 |
| 2022 | 樂天桃猿   | 58   | 177  | 46   | 2      | 16   | 2    | 28   | 17   | 60     | 1      | 0.260  | 0.332  | 0.339  | 0.671 |
| 2023 | 樂天桃猿   | 25   | 95   | 23   | 1      | 3    | 1    | 19   | 4    | 35     | 2      | 0.242  | 0.280  | 0.363  | 0.648 |
| 2024 | 台鋼雄鷹   | 71   | 216  | 58   | 3      | 26   | 6    | 45   | 13   | 76     | 7      | 0.269  | 0.303  | 0.352  | 0.655 |
| 合計 | 11年       | 704  | 2444 | 757  | 58     | 325  | 58   | 400  | 199  | 1087   | 41     | 0.310  | 0.358  | 0.445  | 0.803 |

## 特殊記錄
- 2014年3月30日於天母棒球場的午場比賽，面對中信兄弟先發投手陳鴻文，擊出生涯首安[2]
- 2014年6月14日於桃園國際棒球場面對中信兄弟的比賽，一局上半就被先發投手陳鴻文「直球」砸中右腳膝蓋，引發總教練洪一中嚴重抗議，球評在轉播時，也表示：下馬威不是用這種方式；有趣的是在2017年所擊出的14發全壘打中，有五發是面對陳鴻文所擊出[3][4]
- 2014年7月17日於新莊棒球場的比賽，面對中信兄弟投手林煜清揮出生涯首發全壘打[5]
- 2017年7月14日於洲際球場面對富邦悍將的比賽，九局上面對林羿豪擊出生涯首發滿貫全壘打，使球隊得分來到24分，追平隊史及聯盟紀錄[6]
- 2017年8月6日於洲際球場面對中信兄弟的比賽，生涯首度單場雙響砲。
- 2017年8月24日於桃園國際棒球場面對富邦悍將的比賽，九局下面對郭泓志擊出生涯首發再見安打。
- 2020年9月4日、9月5日於桃園國際棒球場面對統一7-ELEVEn獅的比賽，連續兩天擊出再見安打，成為中職第二位達成者。[7]

### 榮譽
- 總冠軍：2014、2015、2017、2018、2019
- 2014年7月26日遞補林智勝參加中華職棒全壘打大賽，在驟死決賽中打敗林泓育拿下該年全壘打大賽冠軍
- 2014年9月6日原本因為右手腕骨裂，不被認為能於總冠軍賽上場，後來卻強勢回歸，並以優異表現獲得2014年中華職棒台灣大賽勝方優秀球員獎
- 2014年中華職棒25年最佳新人獎，也是史上最低選秀順位（第七輪第23順位）得獎者，並拿下最佳十人獎項

## 外部連結
- 藍寅倫在台灣棒球維基館上的頁面（繁體中文）
- 藍寅倫在中華職棒官網
- 藍寅倫在Baseball-Reference.com（小聯盟以及海外聯盟）（英语）

| 獎項                                                 | 獎項                                            | 獎項                                                 |
| ---------------------------------------------------- | ----------------------------------------------- | ---------------------------------------------------- |
| 前任： 郭修延                                        | 中華職棒新人王 2014年                           | 繼任： 許基宏                                        |
| 前任： 林益全                                        | 中華職棒全壘打大賽冠軍 2014年                   | 繼任： 林智勝                                        |
| 前任： 坎 諾 Luis Vizcaíno                           | 中華職棒總冠軍賽優秀球員獎（勝方） 2014年       | 繼任： 王柏融                                        |
| 前任： 詹智堯、張正偉、張建銘 王柏融、張正偉、張志豪 | 中華職棒最佳十人獎（外野手） 2014年 2018-2019年 | 繼任： 高國輝、張正偉、張建銘 林安可、蘇智傑、陳傑憲 |